# Спина бифида
Спина бифида на латински: Spina bifida – буквално „раздвоен гръбначен стълб“) е вроден дефект, който се състои в непълно изграждане на гръбнака (по-точно на невралната тръба) по време на бременността. Като резултат детето се ражда инвалид (с парализа на долните крайници) или умира от инфекция скоро след раждането – в зависимост от това доколко е засегнат гръбначният стълб.